# Santa Catarina Palopó
Santa Catarina Palopó – miasto na południowym zachodzie Gwatemali, w departamencie Sololá. Według danych szacunkowych z 2012 roku liczba mieszkańców wynosiła 4779 osób. 
Santa Catarina Palopó leży około 12 km na południowy wschód od stolicy departamentu – miasta Sololá, nad północno-wschodnim brzegiem jeziora kraterowego Atitlán. Miejscowość leży na wysokości 1 662 metry nad poziomem morza, w górach Sierra Madre de Chiapas.

## Gmina Santa Catarina Palopó
Miejscowość jest także siedzibą władz gminy o tej samej nazwie, która jest jedną z dziewiętnastu gmin w departamencie. W 2012 roku gmina liczyła 13 274 mieszkańców. Jest to najmniejsza gmina w departamencie, a jej powierzchnia obejmuje 8 km².
Mieszkańcy gminy utrzymują się głównie z drobnego rzemiosła. Ponadto część ludności zajmuje się rybactwem.  
Klimat gminy jest równikowy, według klasyfikacji Köppena, należy do klimatów tropikalnych monsunowych (Am), z wyraźną porą deszczową występującą od maja do października.